# Rhabdastrella fibrosa
Rhabdastrella fibrosa är en svampdjursart som beskrevs av George John Hechtel 1983. Rhabdastrella fibrosa ingår i släktet Rhabdastrella och familjen Ancorinidae. Inga underarter finns listade i Catalogue of Life.